# Barbara Park
Barbara Lynne Park (ur. 21 kwietnia 1947 w Mount Holly Township, New Jersey, zm. 15 listopada 2013 w Scottsdale) – amerykańska autorka książek dla dzieci. 

## Życiorys
Barbara Park urodziła się i wychowała w Mount Holly, małym miasteczku w amerykańskim stanie New Jersey. Jej ojciec, Brooke Tidswell, był bankierem i przedsiębiorcą; matka Doris pracowała w szkole jako sekretarka. W latach 1965–1967 Park uczęszczała do Rider College, a w roku 1969 uzyskała licencjat University of Alabama, uprawniający ją do uczenia historii w szkołach średnich. 28 czerwca 1969 wyszła za mąż za Richarda Parka, agenta handlu nieruchomościami, który służył wówczas w Siłach Powietrznych Stanów Zjednoczonych. Mają dwóch synów o imionach Steven Allen i David Matthew. Mieszkają w Arizonie. 
Pisanie pozwoliło Park połączyć życie rodzinne i zawodowe. Zaczęła w 1979 od opowiadań i artykułów dla dorosłych, lecz nie odniosła większego sukcesu, postanowiła więc pisać dla dzieci. Jej pierwsza ukończona powieść nosiła tytuł Operation: Dump the Chump, a drukiem pierwsza ukazała się Don't Make Me Smile w wydawnictwie Alfred A. Knopf w roku 1981; krytycy przyjęli ją przychylnie. 
Park jest najlepiej znana jako autorka książek o Zuźce D. Zołzik (ang. Junie B. Jones); od 1992 roku wydała ich 27, a w Polsce ukazało się 13. 
Za swoje książki Park otrzymała ponad 40 nagród, m.in. Young Hoosier Award (1985), Parents' Choice Award (1985), Milner Award (1986), Tennessee Children's Choice Book Award (1986), The Library of Congress Book of the Year (1987).

## Książki Barbary Park po polsku
1. Zuźka D. Zołzik i małpi interes (1993, w Polsce 2006)
2. Zuźka D. Zołzik chlapie ozorem (1993, w Polsce 2007)
3. Zuźka D. Zołzik na przeszpiegach (1994, w Polsce 2006)
4. Zuźka D. Zołzik i ohydny keks (1995, w Polsce 2006)
5. Zuźka D. Zołzik i urodziny wstrętnego Józka (1996, w Polsce 2008)
6. Zuźka D. Zołzik podrywa Pięknego Stasia (1996, w Polsce 2006)
7. Zuźka D. Zołzik i potwór spod łóżka (1997, w Polsce 2006)
8. Zuźka D. Zołzik nie jest złodziejką (1997, w Polsce 2008)
9. Zuźka D. Zołzik baluje (1997, w Polsce 2007)
10. Zuźka D. Zołzik zostaje fryzjerką (1998, w Polsce 2008)
11. Zuźka D. Zołzik i walentynka-landrynka (1999, w Polsce 2007)
12. Zuźka D. Zołzik Bu...Bój się
13. Zuźka D. Zołzik szczerbata